# Nicolae Dobrin
Nicolae Dobrin (Pitești, 1947. augusztus 26. – Pitești, 2007. október 26.) román válogatott labdarúgó, edző.

## Pályafutása

### Klubcsapatban
Pályafutása nagy részét az Argeș Pitești csapatában töltötte, ahol 1962 és 1981, illetve 1982 és 1983 között játszott. Kétszeres román bajnok (1972, 1979). Az 1981–82-es idényben az FC Târgoviște játékosa volt.

### A válogatottban
1966 és 1980 között 48 alkalommal szerepelt a román válogatottban és 6 gólt szerzett. Részt vett az 1970-es világbajnokságon.

## Sikerei, díjai
Argeș Pitești
- Román bajnok (2): 1971–72, 1978–79
- Román kupadöntős (1): 1964–65

Egyéni
- Az év román labdarúgója (3): 1966, 1967, 1971